# Diadelia inermicollis
Diadelia inermicollis là một loài bọ cánh cứng trong họ Cerambycidae.